# Лал

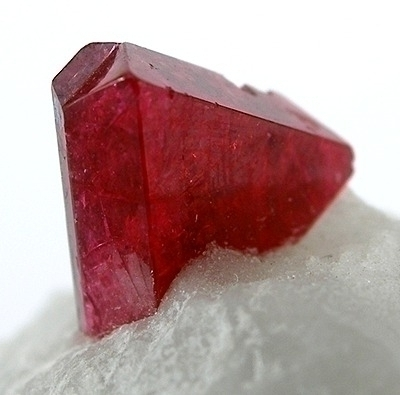
Лал в виде кристалла шпинели

Лал или лалл, а также ла́лик — устаревшее собирательное название для большинства драгоценных камней алого, красного или кроваво-красного цвета: в основном, красной шпинели, рубина, граната (пиропа, альмандина и спессартина) или красного турмалина (рубеллита):125.
Название это настолько древнее, что установить его истоки практически невозможно. Тысячелетиями без изменений оно переходило из этноса в этнос, как слово краткое, удобное для произнесения и означающее общепонятный предмет. Так, на языке хинди и фарси «лал» означает красный (иногда, рубиновый). По всей видимости, оттуда оно проникло в арабский язык, где «ла’л» (слово произносится с коротким гортанным выдохом после буквы «а») получил более предметное, даже «товарное» название. Лал на арабском означает в широком смысле слова: красный камень (в основном, прозрачный). В татарском языке это слово звучит как: «лагыйл».:11 Наряду с карбункулами и яхонтами, собирательное название «лал» (или «лалл») для обозначения драгоценных красных камней удержалось в русском обиходе до конца XVIII века, впоследствии уступив место отдельным европеизированным названиям ювелирных камней. С тех пор лалы или ла́лики встречаются, в основном, в поэзии (особенно, ориентальной или относящейся к определённой эпохе), а также как важный атрибут исторической и художественной литературы.

## Примерная история
Общим славянским названием для различных красных прозрачных камней лал был примерно до XIII века, таким образом, объединяя под одним словом такие разноценные минералы, как рубин, пироп, шпинель, турмалин, спессартин и многие другие самоцветы, известные в те времена. Примерно в промежутке между XIII и XVIII веком под русским названием «лал» разумели в основном красную ювелирную шпинель, камень более дорогой, чем многочисленные разновидности гранатов, однако, в свою очередь, более дешёвый, чем рубины (карбункулы):125.

«...По имянному в.и.в. всемилостивейшему указу найдено мною, всеподданейшим, нынешняго привоза ис Персии каменья и куплены ис казны в.и.в., а имянно: один алмаз в восемь крат и 31―32 доль ценою дан 650 руб., два персня 185 руб., один лал шпинар 65 руб., которые при сем всеподданнейше отправлены. В.и.в., всемилостивейшей государыни, всеподданнейший раб».:316.— Василий Татищев, письмо императрице Елизавете Петровне, 1744 г.
По мере развития минералогии старое обобщённое определение «лал» постепенно уступало место конкретным (уточнённым) названиям минералов и изделий из них. Уже в конце XIX века лал как обиходное и употребительное название драгоценного камня отошёл в прошлое, окончательно потеряв свою стилистическую нейтральность и сделавшись обобщённым названием даже для торговцев ювелирными изделиями и сырьём. В своём фундаментальном труде «Драгоценные камни» русский энциклопедист Михаил Иванович Пыляев писал об этом с однозначной определённостью:

«…На Востоке все драгоценные камни красного цвета называются лаллами; у нас же этим именем означают красного цвета камни только второй цены. До́лжно полагать, что под словом «лалл» в старину подразумевали красную китайскую шпинель»:316.— Михаил Пыляев, «Драгоценные камни»
До известной степени Пыляев был прав. Если в средние века и на Востоке, и на Западе лалом именовали все ярко-красные камни, то в более поздние времена, когда диагностика минералов достигла уже известного уровня технологического развития, это название значительно сузилось и закрепилось только за красной шпинелью, а затем — и вовсе было вытеснено своим немецким аналогом:11. Достаточно часто словом «лал» называли также рубины насыщенного цвета, которые при отсутствии диагностической аппаратуры было не так-то просто различить с красной шпинелью высокого качества. Именно по этой причине за ней надолго закрепилось название «рубин-балэ», однако происхождение этого термина несколько иное. В афганской провинции Бадахшан уже очень давно добывали шпинель очень высокого качества, которая в большом количестве попадала на российский рынок. Чтобы каким-то образом отличить её от прочих камней, её так и называли отдельно: «бадахшанскими лалами». Ради простоты произнесения на Руси оба слова сократили и объединили в одно, постепенно получилось название: балаши, а затем «рубин-балаши» и, в результате — «рубин-балэ»:12.
Вплоть до середины XX века на базарах Самарканда и Ташкента у мелких торговцев всячиной можно было купить мешочки с кристаллами каких-то красных самоцветов, перемешанных с зёрнами кварца и обломками полевого шпата. Как правило, эти камешки «приходили» с правого берега Пянджа, со старинных (давно не действующих) «рубиновых копей», расположенных высоко на Памире, в известковой скале Кух-и-лал. Название этой скалы говорит само за себя. Именно здесь, в узких подземных ходах издавна добывался красный камень, слава о котором широко шла по всему Востоку. Не раз упоминал о нём в своей знаменитой «Книге о разнообразии мира» и Марко Поло, со слов местных жителей называвший этот камень «балашом» (по имени той страны, где он был найден впервые, Бадахшана):69-70.
Это и были те самые «балаши», признак роскоши, красоты и богатства, о которых так изобильно рассказывал Шота Руставели в своей эпической поэме «Витязь в тигровой шкуре». Это и были те самые лалы, которому Фирдоуси посвятил множество строф в поэме «Шахнаме», среди которых, между прочим, была ещё и такая: «И венец на челе его лалами ал». Старинные русские описи и торговые книги однозначно называли лалом — шпинель, и совсем не случайно имя собственное «лал», столь созвучное со словом «алый», закрепилось в русском языке на добрый десяток веков.
Эти камни издревле распространялись по всему Востоку (и далее по миру) из месторождений Памира, из тех легендарных «рубиновых» копей, которые никогда не были в самом деле рубиновыми. Однако точные сведения об этих заброшенных копях удалось получить только в 1950-е годы, когда экспедиции советских геологов достигли вершин Памира и в верховьях Пянджа, наконец, увидели старые обвалившиеся ходы и пещеры, из которых когда-то добывали бадахшанский лал. И хотя известно, что отдельным смельчакам удавалось спускаться в эти заброшенные копи, но никто из них не приносил оттуда хотя бы мало-мальски ценные образцы самоцветов:70.

«…Но кто решится утверждать, что исчерпаны эти месторождения, разбросанные по обоим склонам Гиндукуша, начиная от далёкого Герата и кончая окрестностями Кабула на юге и советского Памира на севере? <...> Мы убеждены, что новая техника откроет новые месторождения и снова шпинель и рубин Памира вольются красным потоком в семью наших самоцветов»:70.— (акад. А. Е. Ферсман, «Красные камни»)

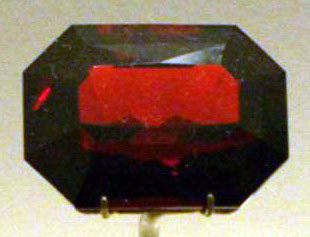
Лал в виде огранки граната (пироп)

Несколько сложнее дело обстояло с кроваво-красными гранатами. Здесь разделение названий произошло значительно раньше. Чтобы избежать путаницы с ценой, уже́ к началу XVI века на Руси стали отчётливо различать гранаты-пиропы (как более дешёвые камни), называя их «бече́том» или «вени́сой» — и благородную шпинель, более редкий драгоценный камень, зачастую тоже — красного цвета, очень похожий на гранат, но значительно более высокого качества и цены. «Торговая книга» прямо предостерегала купцов: «Бечеты за лал не купи́те. Бечет знати к цвету: в нём как пузырьки». Или вот ещё одна рекомендация из той же «Торговой книги»: «А берегите того, чтобы вам винисы за лал не продали; а виниса камень красен, а цвет жи́док у него»:10.
Лал, наряду с другими красными камнями, яхонтами и гранатами — с подлинно восточным великолепием и точностью характеристик был описан в классическом труде: «Минералогии» Бируни, по которой до сих пор учатся геммологи разных стран.
Но в особенности незаменим этот «минералогический» термин при работе историков. В противном случае, описывая многочисленные дары или подношения, которыми традиционно обменивались средневековые политики, было бы очень легко впасть в ошибку и назвать один камень — другим именем или же напротив: присвоить вполне определённое имя тому камню, который такого имени не имел. В частности, именно таким приёмом хронологического соответствия пользовался Николай Карамзин в своём многотомном историческом труде, когда нужно было описать очередные роскошные дары азиатским владыкам.

«…Хан <Менгли-Гирей> любил дары; просил кречетов и соболей для турецкого султана: государь давал, однако ж небескорыстно, и (в 1491 году) походом воевод московских на улусы Золотой Орды оказав услугу Менгли-Гирею, хотел, чтобы он в знак благодарности прислал к нему свой большой красный лал…»— Николай Карамзин, «История государства Российского» (том шестой)
Нельзя не оценить пышный стиль старинных текстов, даже если они имеют характер простого товарного перечисления. «Рубин, сапфир, шпинель, гранат» — все эти современные слова звучат хотя и точно, но по-мастеровому суховато. Зато со страниц старинных русских рукописей буквально блещут в глаза лалы и яхонты: «ковш золот с лалом да с женчюги» (1406 год) или «двадцать и три жиковины женских золоты с яхонтцы и с лалцы» (1508 год), «образ четыредесять мученик с яхонты и с лалы и с берюза́ми» (1583 год), «искорки лаличные и изумрудные» (1631 год), «4 лала, а весу в них 13 золотников» (1640 год), «а товару с ними три лалика малых, две пармы, пять сот искорок яхонтовых мелких» (1694 год). От самого́ названия камней: «яхонт, лалик» — исходит ощущение уважения и удивления, почти нежности к природным самоцветам и богатству:12. Пожалуй, именно по этой причине, — выйдя из употребления ювелирного, технического и торгового, лал как историческое явление — надолго закрепился в поэзии и художественной литературе.
И в грудь его и в морду целовала.

Она, казалось, разум потеряла.

И слез её кровавых ток стекал,

Возле копыт коня блестя, как лал.
Разумеется, зороастрийский эпос «Шахнаме» — это первое, что приходит на память в подобном случае. Только в части, сочинённой Фирдоуси, лал в качестве драгоценного камня (или яркого сравнения) встречается добрый десяток раз. С одной стороны, он олицетворяет богатство (наряду с золотом), а также женскую красоту (прежде всего губы) или цвет крови. Ярчайший памятник эпической поэзии, «Шахнаме» оказал громадное влияние на всё дальнейшее развитие восточной поэзии.
Протянул я руку, уколола злючка, словно ежевика!

Кровь на пальцах проступила наподобье лала или сердолика.
По вполне понятным причинам, чаще всего лал встречается на поэтических (и прозаических) страницах в тех местах, где описывается роскошь царского или боярского убранства, или же в любовной лирике, — для описания невиданных прелестей возлюбленной. Не раз упоминание о лалах можно найти у Алексея Константиновича Толстого, в его в исторических повестях или поэмах из русской старины. Но тем более охотно этим камнем злоупотребляют восточные поэты. К примеру, на многих страницах Шота Руставели можно обнаружить нескончаемые любовные россыпи драгоценных камней, — занимая должность министра финансов в золотой век царицы Тамары, — он как никто разбирался в драгоценных камнях, используя их равным образом и как поэт, — для нанизания целых гирлянд пышных метафор. Вот один из примеров славословия придворного поэта в адрес своей царицы:
Косы царственной — агаты, ярче лалов жар ланит.

Упивается нектаром тот, кто солнце лицезрит.

## Поверья и предания

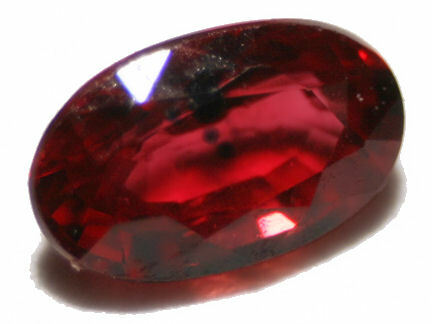
Лал в виде огранённой вставки рубина

По древним традициям, кочевавшим из народа в народ, лал (как и большинство драгоценных камней) считался целительным, оберегающим и лекарственным камнем. Мудрецы учили: внутренняя природа лала — тёплая и сухая (поскольку камень-то красный), а посему ношение его при себе или на теле предохраняет ото всех болезней и недугов, от болей в пояснице (точнее говоря, от радикулита), а также ограждает человека в повседневной жизни от нападения бесов и от прихода дурных снов. Между тем, в классической средневековой медицине не исключался и приём лала внутрь. Его тщательно толкли до получения возможно более мелкой крошки, затем разводили водой или вином (красным, разумеется) до состояния жидкой кашицы и в таком виде принимали внутрь. Подобный «допинг», по мнению терапевтов, должен был придать лицу румянец и тонизировать работу желудочно-кишечного тракта:117.
В одном из русских лечебников прямо говорится, что лал «тело человеческое во здравии от всяких болезней устраняет, мысли злые отдаляет и промеж людьми приятельство чинит и всякое счастье размножает». Считалось также, что лал прекрасно утоляет жажду, необходимо только положить его в рот. Последнее поверие особенно примечательно, поскольку касается не голубого или синего камня, как следовало бы ожидать, а ярко-красного. Кроме того, замешанный на мази и приложенный к глазам, лал способствовал укреплению зрения и развитию зоркости взгляда (в те времена именуемой «дальнозоркостью»):117.
Против подобных суеверий, нашедших своё наивысшее выражение в алхимических и астрологических теориях — решительно выступал Аль-Бируни. Неоднократно на опыте он доказывал, что целебные (или напротив, смертельно опасные свойства) камней являются не более чем выдумкой. Однако шёл век за веком, а подобные предрассудки не только не отступали, но и напротив, всё сильнее охватывали людей. Даже знаменитый средневековый врач Парацельс не был свободен от старых почвенных суеверий. Так, он регулярно прописывал разновидности лала своим пациентам. Толчёной шпинелью он лечил желудок, а рубином пытался исцелять раковые язвы.